# Black Rose
Black Rose – nieistniejąca obecnie duńska hardrockowa grupa muzyczna powstała w 1979 roku w Kopenhadze. Muzyka prezentowana przez grupę była inspirowana twórczością takich zespołów jak Deep Purple czy Golden Earring. 
W 1980 roku grupa zakończyła działalność nie wydając oficjalnie żadnego wydawnictwa. Za sprawą sukcesu jaki odniósł wokalista grupy King Diamond w 2001 roku ukazał się album zatytułowany 20 Years Ago: A Night of Rehearsal sygnowany nazwą King Diamond and Black Rose. Wydawnictwo zawiera próbę jaką odbył zespół 30 września 1980 roku.

## Dyskografia
- 20 Years Ago: A Night of Rehearsal (2001, LP Metal Blade Records)